# Michał Szyszko-Dąbek

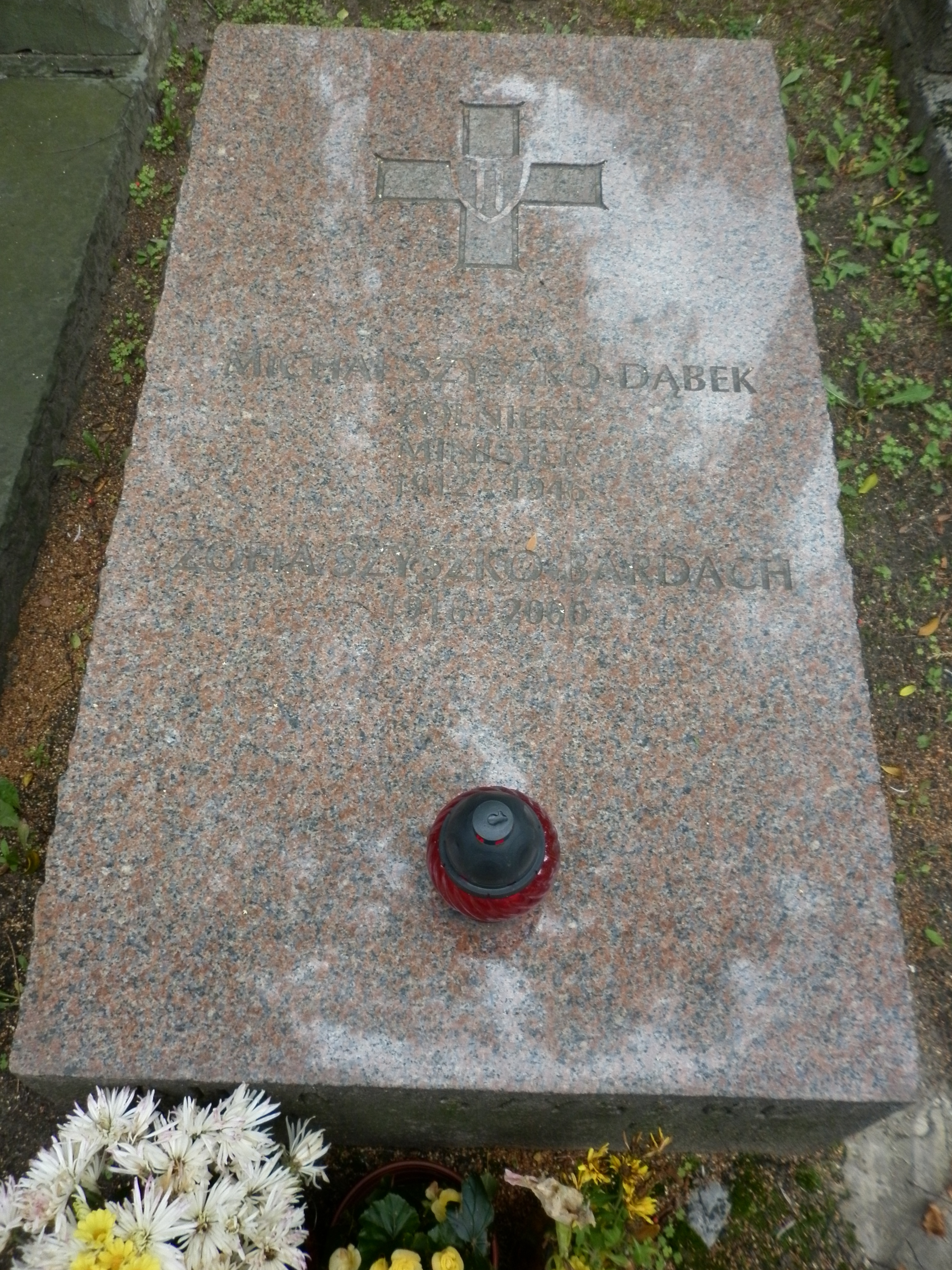
Grób Michała Szyszko-Dąbka na cmentarzu Wojskowym na Powązkach w Warszawie

Michał Szyszko, Michał Szyszko-Dąbek (ur. 16 maja 1912 w Ożarowie k. Lublina, zm. 12 stycznia 1946 w Warszawie) – oficer Armii Ludowej, podsekretarz stanu w Ministerstwie Rolnictwa i Reform Rolnych, poseł do Krajowej Rady Narodowej.

## Życiorys
Urodził się w rodzinie Adama, rolnika z Ożarowa, i Marianny z Dadosów. W 1934 zdał egzamin maturalny w Państwowym Gimnazjum Matematyczno-Przyrodniczym im. hetmana Jana Zamoyskiego w Lublinie. Studiował najpierw na Wydziale Prawnym i Nauk Społeczno-Ekonomicznych Katolickiego Uniwersytetu Lubelskiego, po pierwszym roku przeniósł się na Wydział Prawa Uniwersytetu Warszawskiego.    
Od 1930 pracował w spółdzielczości, najpierw jako pracownik Wydziału Społeczno-Wychowawczego przy Lubelskiej Spółdzielni Spożywców, później jako instruktor organizacyjny przy Radzie Okręgowej Związku Spółdzielni Spożywców „Społem” w Lublinie do 1935 gdzie zajmował się organizowaniem wiejskich spółdzielni spożywców. Od 1934 był działaczem Organizacji Młodzieży Towarzystwa Uniwersytetu Robotniczego, a od 1935 – PPS. Posługiwał się pseudonimami: Dąbek, Michał. Współpracował też z Zarządem Okręgowego Związku Małorolnych i Robotników Rolnych w Lublinie. Od 1936 w Warszawie, rozpoczął pracę w „Dzienniku Popularnym”, współpracował z Głównym Zarządem Związku Małorolnych i Robotników Rolnych, często prowadził prace w terenie. Politycznie zaangażowany od 1930 r. najpierw w konspiracyjnych Kołach Młodzieży Demokratycznej, potem w Organizacji Młodzieży Towarzystwa Uniwersytetów Robotniczych (OMTUR) w Lublinie. 
W związku z działalnością polityczną w Lublinie i Tarnowie, w lutym 1938 aresztowany i osadzony w obozie w Berezie Kartuskiej. Po wybuchu II wojny światowej wyszedł z więzienia, następnie udał do Lwowa. Tam rozpoczął pracę jako inspektor, później zastępca naczelnika Miejskiego Wydziału Opieki Społecznej. Po wybuchu wojny radziecko-niemieckiej ukrywał się we wsi Stare Sioło k. Lwowa. W lutym 1942 wyjechał do Warszawy, tam zatrudnił się w Spółdzielni Spożywców „Zjednoczenie” oraz rozpoczął działalność konspiracyjną w Gwardii Ludowej później Armii Ludowej. W latach 1942–1943 w PPR. Uczestniczył w powstaniu warszawskim, w stopniu porucznika ps. Dąbek. Był członkiem dowództwa warszawskiej AL Czerniaków-Śródmieście oraz pełnił funkcję oficera operacyjnego w sztabie AK. Po powstaniu znalazł się w obozie w Pruszkowie, skąd zbiegł na Podhale. Tam w oddziale AL im. Ludwika Waryńskiego doczekał końca wojny. 
Od 25 lutego 1945 do 12 stycznia 1946 był członkiem Centralnego Komitetu Wykonawczego PPS, w marcu 1945 przez CKW PPS delegowany do Ministerstwa Rolnictwa i Reform Rolnych, gdzie został podsekretarzem stanu (wiceministrem). Poseł do Krajowej Rady Narodowej od 1945. 
Kawaler Orderu Krzyża Grunwaldu II klasy. 
Miał żonę i dwie córki. 
Zmarł nagle, wskutek wylewu krwi do mózgu. Pochowany na cmentarzu Wojskowym na Powązkach (kwatera A6-6 lewa strona-2). 